# Lilly Heyde
Lisette Heyde, genannt Lilly Heyde (* 7. Februar 1868 in Kassel; † 14. Juni 1928 in Braunschweig) war eine deutsche Pädagogin. Sie leitete von 1887 bis 1928 das Kindergärtnerinnen-Seminar in Braunschweig.

## Leben
Lilly Heyde wurde 1868 in Kassel geboren. Sie besuchte 1884/85 das Kindergärtnerinnen-Seminar in Braunschweig. Heyde übernahm 1887 diese 1875 von Luise Vorhauer (†  1879) gegründete Einrichtung, dem ein von Caroline Wiseneder 1862 ins Leben gerufener Kindergarten, die an der Fallersleber Straße 12 befindliche Wiseneder’sche Musikbildungsschule, mit dem Schwerpunkt musikalische Früherziehung angegliedert war. Heyde leitete damit erst 19-jährig beide private Einrichtungen, die sie mit Engagement und Begabung und unter Verwendung eigener finanzieller Mittel, ausbaute. So eröffnete sie bereits 1889 an der Güldenstraße 69 einen zweiten Kindergarten, den Wiseneder’schen Kindergarten II, der von Kindern des Mittelstandes besucht wurde.
Das Kindergärtnerinnen-Seminar war geprägt durch die Pädagogik Friedrich Fröbels. Bestätigung erfuhr die weithin anerkannte Ausbildungsstätte 1906 durch die Aufnahme in den Fröbelverband und 1913 durch die staatliche Anerkennung der Examina durch das braunschweigische Staatsministerium und die preußische Regierung. Während der Inflationszeit 1922/24 waren finanzielle Hilfen durch Staat und Braunschweiger Industrie erforderlich, um den Seminarbetrieb am Fallerslebertorwall 4 aufrechtzuerhalten. Nach über 40 Jahren übergab Heyde ihr Privatinstitut im April 1928 der Stadt Braunschweig, die ihr ein Ehrenruhegehalt zusprach. Lilly Heyde starb kurze Zeit später im Juni 1928 im Alter von 60 Jahren in Braunschweig.

## Schriften (Auswahl)
- Die Entwicklung des Braunschweiger Kindergärtnerinnen-Seminars. 1875–1925. Leipzig 1925.